# هدایتی
هدایتی (منسوب به هدایت) یک نام خانوادگی است. افراد شاخص با این نام از این قرارند:
- جواد هدایتی، پزشک اهل ایران
- حسین هدایتی، سرمایه‌دار و مدیر ورزشی اهل ایران
- حمید هدایتی، بازیکن فوتبال اهل ایران
- ساعد هدایتی، بازیگر اهل ایران
- محمدرضا هدایتی، بازیگر سینما، تلویزیون، تئاتر و صداپیشه و خواننده اهل ایران
- مهدی هدایتی، بیوشیمیست ایرانی
- نادر هدایتی، علاقمند به دریانوردی اهل ایران
- هادی هدایتی، دولتمرد ایرانی
- یاسر هدایتی، علاقمند به دریانوردی اهل ایران